# Capitanía general

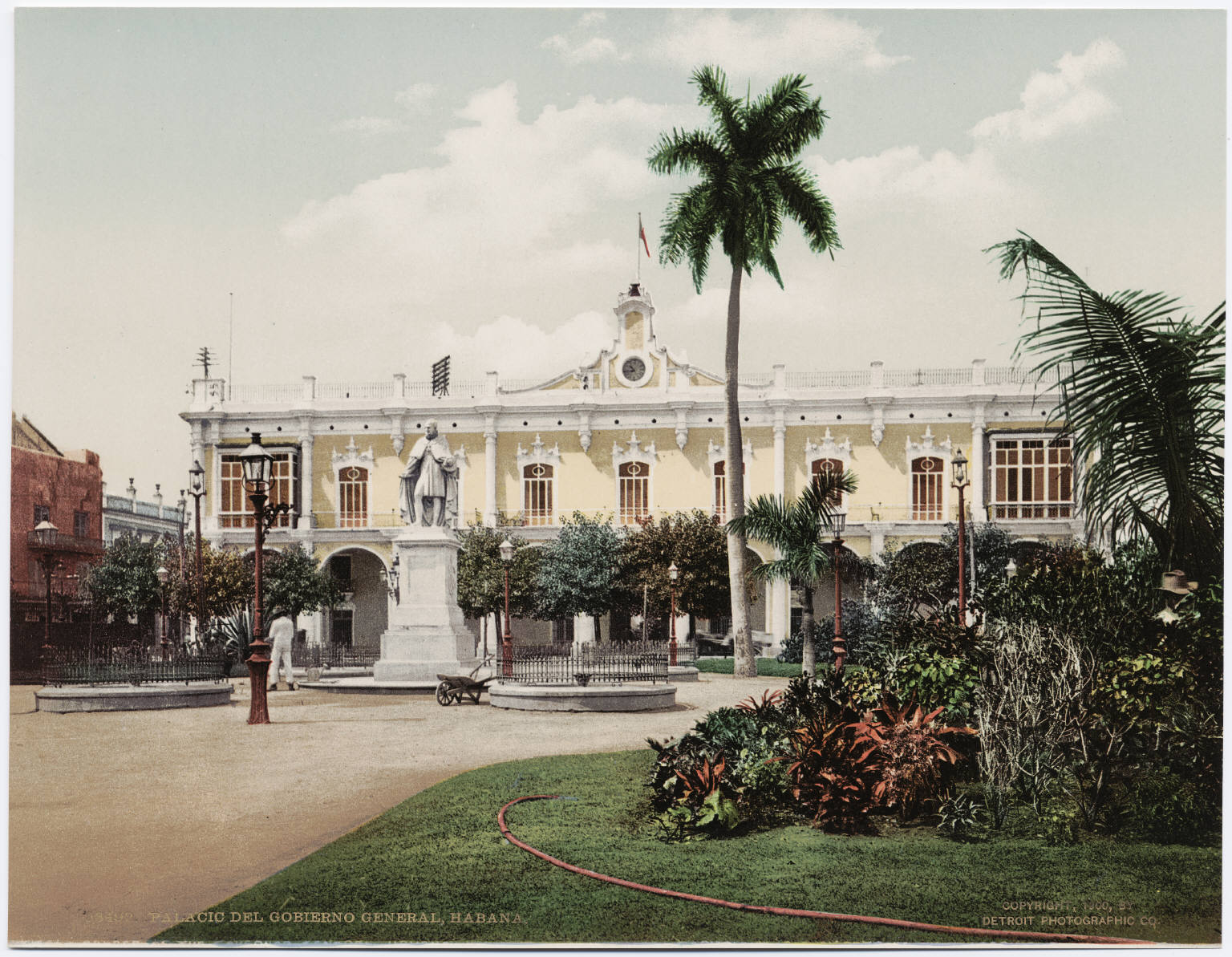
Palacio de los Capitanes Generales en La Habana, sede de la antigua Capitanía General de Cuba. Fotocromo realizado hacia 1897-1924.

Capitanía general era el territorio o zona del Imperio español donde un capitán general ejercía sus respectivas competencias en materia de fuerza de guerra. La investidura de capitán general tenía aparejada otras funciones otorgadas por la corona, como el de gobernador y justicia mayor de la misma jurisdicción que formaban parte de esta. En caso de contar la capital (o cabecera) de la capitanía general con una audiencia, el capitán general también era presidente de la audiencia. Los virreyes también tenían aparejados otros encargos reales y uno de ellos eran el de capitanes generales de las demarcaciones que les correspondiese.
En algunas posesiones españolas de ultramar, caracterizadas en general por ser zonas de importancia estratégica, ya fuera en la lucha contra las potencias extranjeras, la piratería, así como en la lucha contra las tribus indígenas de difícil sometimiento, el cargo de capitán general, y sus funciones, poseyó mayor relevancia que las propias del cargo de gobernador o presidente de la audiencia.
Durante el reinado del monarca Felipe V se revitalizó la antigua figura del capitán general, responsable del ejército real presente en su jurisdicción.

## Antecedentes
La acumulación de este oficio, al de virrey, presidente-gobernador o simple gobernador, se remonta al siglo XVI. Alfonso García-Gallo explicaba que estando pacificada la respectiva zona, y no existiendo tropas permanentes en este, la Capitanía General en Indias, durante el siglo XVI y hasta mediados del siglo XVII, era más bien un cargo secundario, por lo que no se mencionaba al describir las autoridades del territorio.
Durante el XVIII la preocupación militar pasó a un primer plano, revalorizando el cargo de capitán general. Así, en España, el oficio adquirió un carácter esencialmente político, situándolo por encima de los otros oficios —de administración de justicia, gobierno y hacienda—, aunque sin perder su contenido militar tradicional.
Considerando esta evolución experimentada en la península ibérica, García Gallo estimaba que la creación de este cargo en Venezuela por real cédula del 8 de septiembre de 1777 en un contenido militar sino también político: no estaba solamente por encima de los restantes gobernadores en lo militar, sino que tenía la «superior jurisdicción o sólo poseía gubernativa» sobre las demás provincias (Trinidad, Cumaná, Margarita, Guayana y Maracaibo).
Otros autores, como Marino Brice Virago, Guerrillero Mirón y Antonino Muro Orejón, señalan que la real cédula de 1777 supuso únicamente la sumisión de las distintas provincias en lo militar, por lo que Venezuela no habría sido, gubernativamente, una capitanía general.
Muro Orejón ha sostenido que las capitanías generales en Indias eran exclusivamente instituciones militares de rango máximo y no instituciones de gobierno indiano. Agrega que, su consideración como instituticiones de gobierno, se debe a una confusión originada a partir de los mapas y cartas náuticas de las potencias extranjeras del siglo XVIII, en los que solía señalarse con la denominación de capitanía general a las presidencias-gobernaciones, pues lo que les interesaba destacar a estas era la existencia de un importante contingente militar en dichos territorios, dirigidos por un capitán general, y no así el título civil —presidente-gobernador— que tal autoridad poseía como principal. Además, también se suma el hecho que los cargos de presidentes-gobernadores fueron, por regla general, ocupados por militares durante dicha época, lo que habría provocado que a estos les resultara más grato el uso del título de capitán general, antes que el primordial y civil de presidente-gobernador.

## Constitución de 1812
La constitución española de 1812 eliminó la figura del virrey, siendo sustituido en la América española por las capitanías generales.

## Capitanías Generales de la Monarquía Hispánica

### América

Bandera del Reino de España, usada en las Capitanías Generales.

Durante la colonización española de América, la Monarquía Hispánica constituyó entidades territoriales en América y Filipinas que en el siglo XVII fueron denominadas capitanías generales —inicialmente llamadas "reinos" o gobernaciones—, territorios que estaban al mando de gobernadores que ostentaron el grado de capitán general.
- Capitanía General de Santo Domingo (1535-1795, 1809-1821, 1861-1865)
- Capitanía General de Chile (1541-1818)
- Capitanía General de Guatemala (1542-1821)
- Capitanía General de Yucatán (1565-1821)
- Capitanía General de las Filipinas (1565-1898)
- Capitanía General de Puerto Rico (1582-1898)
- Capitanía General de Cuba (1777-1898)
- Capitanía General de Venezuela (1777-1823)

### Europa
- Capitanía General de Cataluña (1714-1835)[n 1]

### Asia
- Capitanía General de Filipinas (1574-1821)